# Ksenia Alopina
Ksenia Alopina, née le 30 mai 1992, est une skieuse alpine russe.

## Carrière
Elle connait sa première expérience internationale majeure lors des Championnats du monde 2011 où elle ne conclut pas le slalom.
Elle débute en Coupe du monde en janvier 2013.
Aux Jeux olympiques d'hiver de 2014, elle prend la 23e place du slalom.
En février 2016, elle marque ses premiers points en Coupe du monde au slalom de Crans Montana (23e).

## Palmarès

### Jeux olympiques
| Épreuve / Édition | Descente | Super G | Slalom géant | Slalom | Combiné |
| JO 2014 Sotchi    | —        | —       | —            | 23e    | —       |

Légende :
- — : n'a pas participé à cette épreuve

### Championnats du monde
| Édition / Épreuve                    | Descente | Super-G | Slalom géant | Slalom  | Super combiné | Par équipes |
| ------------------------------------ | -------- | ------- | ------------ | ------- | ------------- | ----------- |
| Mondiaux 2011 Garmisch-Partenkirchen | —        | —       | —            | Abandon | —             | —           |
| Mondiaux 2013 Schladming             | —        | —       | —            | 40e     | —             | —           |
| Mondiaux 2015 Beaver Creek           | —        | —       | —            | Abandon | —             | —           |
| Mondiaux 2017 Saint-Moritz           | —        | —       | —            | Abandon | —             | 9e          |
| Mondiaux 2019 Åre                    | —        | —       | —            | 33e     | —             |             |

### Coupe du monde
- Meilleur classement général : 107e en 2017.
- Meilleur résultat : 21e.

#### Classements
| Saison | Général | Slalom | Slalom géant | Super G | Descente | Combiné |
| ------ | ------- | ------ | ------------ | ------- | -------- | ------- |
| 2016   | 111e    | 51e    | —            | —       | —        | —       |
| 2017   | 107e    | 45e    | —            | —       | —        | —       |

### Coupe d'Europe
- 1 victoire en slalom à Pamporovo en 2016.

### Championnats de Russie
- Titrée en slalom en 2011, 2016 et 2018.